# Глубокая сеть доверия

Схематическое представление глубокой сети доверия. Стрелки представляют направленные соединения в графовой вероятностной модели, представляемую сетью.

Глубокая сеть доверия (ГСД, англ. deep belief network, DBN) — это порождающая графическая модель, или один из типов глубинных нейронных сетей, состоящая из нескольких скрытых слоёв, в которых нейроны внутри одного слоя не связаны друг с другом, но связаны с нейронами соседнего слоя.
При обучении на наборе примеров спонтанным образом ГСД может обучении реконструкции входов в вероятностной форме. Слои в этом случае выступают в роли детекторов признаков входов. По окончании обучения ГСД может быть обучена с учителем для осуществления классификации.
ГСД можно рассматривать как композицию простых, спонтанных сетей, таких как ограниченные машины Больцмана (ОМБ) или автокодировщики, в которых скрытый слой каждой подсети служит видимым слоем для следующей. Это позволяет осуществить быструю послойную процедуру обучения без учителя, в которой относительное расхождение применяется к каждой подсети по очереди, начиная с первой пары слоёв (на видимый слой которой подается тренировочный набор примеров).
Наблюдение, сделанное англ. Yee-Whye Teh, учеником Джеффри Хинтона, говорит о том, что ГСД может быть обучена способом жадного послойного обучения, что стало одним из первых действенных алгоритмов глубинного обучения:6:6.

## Алгоритм обучения
Алгоритм тренировки ГСД работает следующим образом. Пусть {\displaystyle X} будет матрицей входов, что рассматривается как набор признаков.
1. Представить два нижних слоя (входной и первый скрытый) как ограниченную машину Больцмана (ОМБ). Обучить её на входных данных {\displaystyle X} и получить матрицу её весовых коэффициентов {\displaystyle W}, которая будет описывать связи между двумя нижними слоями сети.
2. Пропустить через обученную машину Больцмана входные данные {\displaystyle X} и получить данные скрытого слоя {\displaystyle X'} на выходе после активации узлов первого скрытого слоя.
3. Повторять эту процедуру с {\displaystyle X\leftarrow X'} для каждой следующей пары слоёв, пока не будут обучены два самых верхних слоя сети.
4. Осуществить тонкую настройку всех параметров этой глубокой сети с сохранением логарифмического правдоподобия ГСД или с использованием обучения с учителем (после добавления дополнительных механизмов обучения для выполнения обученной сетью работы, например, линейно-сепарабельного классификатора).

## Ссылка
- LISA Lab. Глубокая сеть доверия. Дата обращения: 10 октября 2016. Архивировано из оригинала 19 ноября 2016 года. (англ.)
- Пример: Глубокая сеть доверия. Дата обращения: 10 октября 2016. Архивировано из оригинала 3 октября 2016 года. (англ.)